# Scottish Football League 1919-1920
La Scottish Football League 1919-1920 è stata la 30ª edizione della massima serie del campionato scozzese di calcio, disputato tra il 16 agosto 1919 e il 5 maggio 1920 e concluso con la vittoria dei Rangers, al loro decimo titolo.
Capocannoniere del torneo è stato Hugh Ferguson (Motherwell) con 33 reti.

## Stagione

### Novità
Con la fine della Grande Guerra tornarono a disputare il campionato Aberdeen, Dundee e Raith Rovers, dopo due anni di mancata partecipazione per difficoltà logistiche. Al fine di mantenere un numero pari di squadre, la SFL decise di aumentare le partecipanti a ventidue con l'ammissione dell'Albion Rovers, che diventò la trentesima squadra a esordire in trenta stagioni di Scottish Football League.

### Avvenimenti
I Rangers conquistarono il titolo alla terzultima giornata vincendo 0-2 in trasferta il derby contro il Third Lanark e distanziando definitivamente il Celtic che pareggiò 1-1 in casa contro il Dundee.

## Classifica finale
Fonte:
|  | Pos. | Squadra             | Pt | G  | V  | N  | P  | GF  | GS |
|  | ---- | ------------------- | -- | -- | -- | -- | -- | --- | -- |
|  | 1.   | Rangers             | 71 | 42 | 31 | 9  | 2  | 106 | 25 |
|  | 2.   | Celtic              | 68 | 42 | 29 | 10 | 3  | 89  | 31 |
|  | 3.   | Motherwell          | 57 | 42 | 23 | 11 | 8  | 74  | 53 |
|  | 4.   | Dundee              | 50 | 42 | 22 | 6  | 14 | 79  | 65 |
|  | 5.   | Clydebank           | 48 | 42 | 20 | 8  | 14 | 78  | 54 |
|  | 6.   | Morton              | 45 | 42 | 16 | 13 | 13 | 71  | 48 |
|  | 7.   | Airdrieonians       | 44 | 42 | 17 | 10 | 15 | 57  | 43 |
|  | 8.   | Third Lanark        | 43 | 42 | 16 | 11 | 15 | 56  | 62 |
|  | 8.   | Kilmarnock          | 43 | 42 | 20 | 3  | 19 | 59  | 74 |
|  | 10.  | Ayr Utd             | 40 | 42 | 15 | 10 | 17 | 72  | 69 |
|  | 11.  | Dumbarton           | 39 | 42 | 13 | 13 | 16 | 57  | 65 |
|  | 12.  | Queen's Park        | 38 | 42 | 14 | 10 | 18 | 67  | 73 |
|  | 12.  | Partick Thistle     | 38 | 42 | 13 | 12 | 17 | 51  | 62 |
|  | 12.  | St. Mirren          | 38 | 42 | 15 | 8  | 19 | 63  | 81 |
|  | 15.  | Clyde               | 37 | 42 | 14 | 9  | 19 | 64  | 71 |
|  | 15.  | Hearts              | 37 | 42 | 14 | 9  | 19 | 57  | 72 |
|  | 17.  | Aberdeen            | 35 | 42 | 11 | 13 | 18 | 46  | 64 |
|  | 18.  | Hibernian           | 33 | 42 | 13 | 7  | 22 | 60  | 79 |
|  | 19.  | Raith Rovers        | 32 | 42 | 11 | 10 | 21 | 61  | 83 |
|  | 20.  | Falkirk             | 31 | 42 | 10 | 11 | 21 | 45  | 74 |
|  | 21.  | Hamilton Academical | 29 | 42 | 11 | 7  | 24 | 56  | 86 |
|  | 22.  | Albion Rovers       | 28 | 42 | 10 | 8  | 24 | 43  | 77 |

Legenda:
      Campione di Scozia.
Regolamento:
Due punti a vittoria, uno a pareggio, zero a sconfitta.
Vigeva il pari merito. In caso di arrivo a pari punti per l'assegnazione del titolo era previsto uno spareggio.